# Amauris enceladus
Amauris enceladus är en fjärilsart som beskrevs av Carl von Linné 1758. Amauris enceladus ingår i släktet Amauris och familjen praktfjärilar. Inga underarter finns listade i Catalogue of Life.